# Провала (филм)
Провала (енгл. Intrusion) амерички је психолошки трилер филм из 2021. године, редитеља Адама Салкија и сценаристе Криса Спарлинга, док главне улоге играју Фрида Пинто и Логан Маршал-Грин. Објављен је 22. септембра 2021. године, дистрибутера Netflix-а.

## Радња
Трауматизована жена након смртоносне провале у нову кућу младог пара тражи одговоре и открије да права опасност тек почиње.

## Улоге
| Глумац              | Улога                               |
| ------------------- | ----------------------------------- |
| Фрида Пинто         | Мира Парсонс                        |
| Логан Маршал-Грин   | Хенри Парсонс                       |
| Роберт Џон Берк     | детектив Стивен Морс                |
| Сара Минич          | Џоен Вотерсон                       |
| Ивет Фазио-Делани   | члан грађевинске екипе / осумњичена |
| Клинт Обенчен       | Клинт Оксбоу                        |
| Марк Сивертсен      | Дилан Коб                           |
| Меган Елизабет Кели | Кристин Коб                         |
| Хејз Харгроув       | Бил Витман                          |
| Дејвид Делао        | поручник Хендерсон                  |
| Брендон Рут         | Питер                               |
| Џош Хортон          | наредник                            |
| Бонита Кинг         | покровитељка кафића                 |

## Пријем
На Rotten Tomatoes-у, филм има оцену одобравања од 23% на основу 22 рецензије, са просечном оценом 4,5/10. На Metacritic-у, филм има пондерисану просечну оцену од 39 од 100, на основу пет критичара, што указује на „генерално неповољне критике”.